# Perimedes (Kentaur)

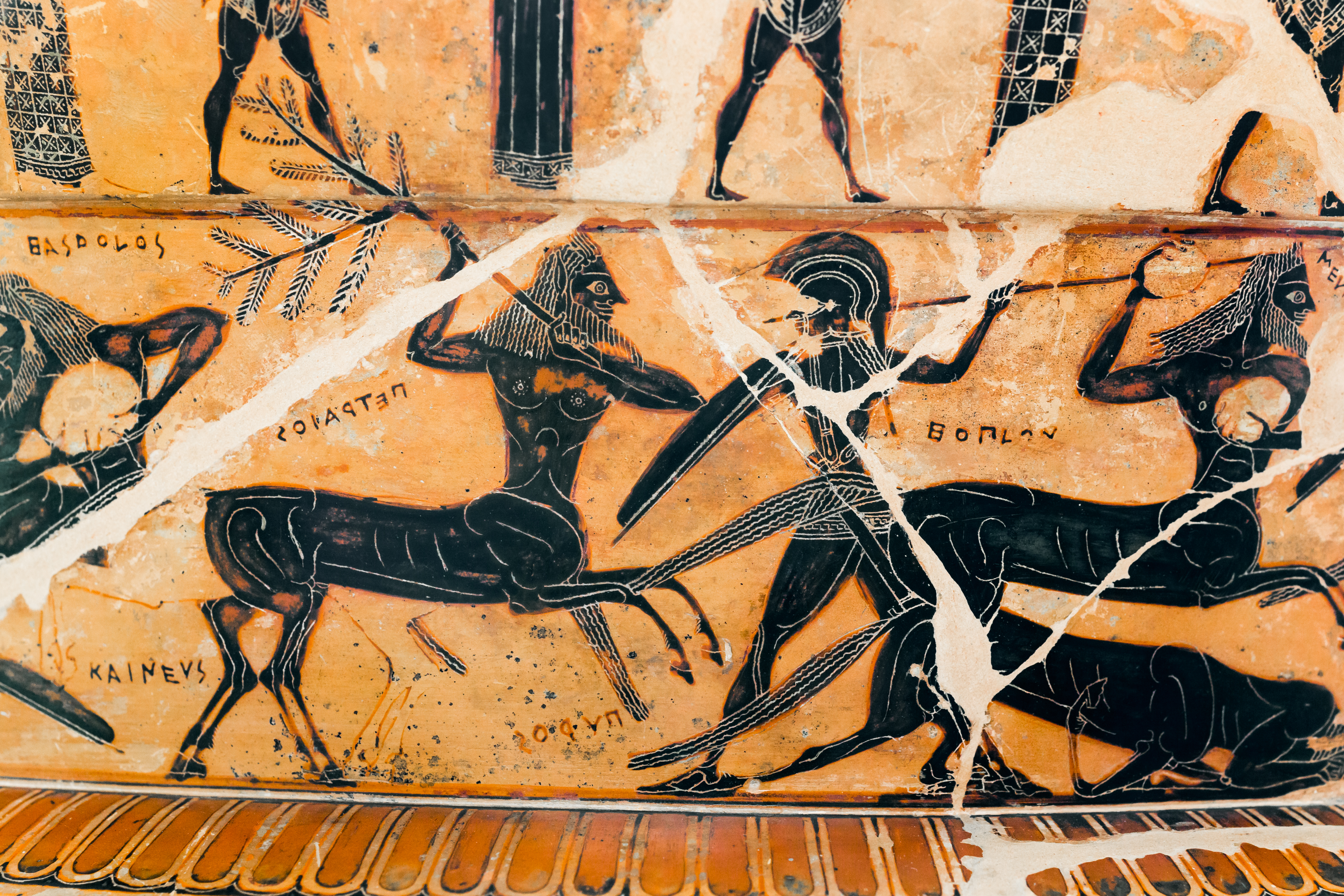
Françoisvase, 6. Jh. v. Chr.: Kentaur (links) kämpft mit Astgabel gegen einen Lapithen (rechts).

Perimedes ist ein Kentaur der griechischen Mythologie. In Hesiods Epyllion Schild des Herakles zieht er mit seinem Bruder Dryalos und weiteren fünf Kentauren in den Kampf gegen die Lapithen. Er ist der Sohn eines sonst unbekannten Peukeus.

## Name
Er kommt vom griechischen Περιμήδης, Perimḗdēs; die lateinische und deutsche Betonung liegt auch auf der vorletzten Silbe. Der etymologische Kern des Namens ist μήδομαι, mēdomai, überlegen, sich beraten und μῆδος, mḗdos, Gedanke, Ratschlag, verstärkt durch das Präfix περι, peri, überaus, sehr. Er ist also in besonderem Maße „durch Rat oder Klugheit ausgezeichnet“ und besitzt eine „apollinische Sittigung.“
Er gehört zu den anthropomorphen Kentaurennamen, „die offenbar dem poetischen Drange zu individualisieren entsprungen sind ... dass man nämlich einzelnen Kentauren Klugheit und Weissagung zuschrieb, lehrt deutlich die Sage von Cheiron, dem geschickten Jäger und Arzt.“
Der Name wurde von späteren Autoren nicht übernommen und der Mythos nicht weiter ausgesponnen.

## Mythos
Er ist Teil einer Gruppe von sieben Kentauren, die den Zug gegen die Lapithen anführen. Sie sind auf dem Schild in Silber ausgeführt, bewaffnet mit goldenen Tannen. Nach dem Namenskatalog lässt Hesiod sie sich in die Schlacht stürzen:
Gegen sie zog der Kentauren versammelte Menge von dorther,

185 um den großen Peträos, und Asbolos, kundig der Vögel,

Arktos, Oureios zugleich, und den finsterlockigen Mimas,

auch um die zween Peukeiden, den Dryalos und Perimedes:

Silbern sie selbst, und Tannen von Gold in den Händen bewegend.
Er zieht in den Kampf als letzter der sieben, der Name hebt ihn aus der „Menge“ heraus. Das Epitheton „Peukide“ verstärkt seine Stellung, siehe dazu den Artikel Dryalos. Anders als der Seher-Kentaur Astylos, der vor der Schlacht warnt und den Untergang der Kentauren voraussieht, kommt die weissagende Fähigkeit des Perimedes nicht zum Zuge und sein weiteres Schicksal bleibt offen. Zum mythologischen Zusammenhang, zur literarischen Gestaltung siehe den Artikel Arktos.